# Romeo und Julia (Sutermeister)
Romeo und Julia ist eine Oper in zwei Akten (sechs Bildern) von Heinrich Sutermeister, der auch sein eigener Librettist war. Der Stoff basiert auf der gleichnamigen Tragödie von William Shakespeare, verzichtet aber auf alle Nebenhandlungen der Vorlage und konzentriert sich auf die Liebesgeschichte des berühmten Paares. Das Werk erlebte seine Uraufführung am 13. April 1940 an der Semperoper in Dresden.

## Bildfolge
Akt I, 1. Bild: Piazza in Verona; 2. Bild: Ballsaal; 3. Bild: Garten;

Akt II, 4. Bild: Einsiedelei; 5. Bild: Schlafgemach; 6. Bild: Katakombe

## Handlung
Die Oper spielt in der italienischen Stadt Verona Anfang des 14. Jahrhunderts.

### Erster Akt
Auf dem Hauptplatz der Stadt liefern sich junge Angehörige der miteinander verfeindeten Adelsfamilien Montague und Capulet einen erbitterten Kampf. Escalus, der Fürst von Verona, kommt hinzu und befiehlt ihnen, den Streit sofort zu beenden. Wer sich seinem Befehl widersetze, werde mit dem Tode bestraft. Der junge Graf Romeo aus dem Hause Montague hat keinerlei Sinn für diese uralte Fehde.
Die Capulets richten in ihrer Villa ein Fest aus. Zu den Gästen gehört auch Romeo, der allerdings versehentlich eingeladen worden ist. Zum ersten Mal begegnet er dort Julia Capulet und verliebt sich prompt in sie. Auch das Mädchen ist ihm gleich zugetan. Nachdem sich die beiden auf dem Fest miteinander amüsiert haben, erfahren sie, wer sie gegenseitig sind und was ihre Familien trennt.

### Zweiter Akt
Romeo und Julia gelingt es, den Franziskanerpater Lorenzo zu bewegen, sie heimlich zu trauen. Doch schon am nächsten Morgen erfährt Julia, dass sie ihre Eltern mit dem Grafen Paris vermählen wollen. In ihrer Verzweiflung sucht sie Rat bei Pater Lorenzo. Der gibt ihr ein Fläschchen, dessen Inhalt sie in einen tiefen Schlaf versetzen werde.
Julia wird von ihren Eltern für tot gehalten. Sie lassen ihre Tochter in der Familiengruft beisetzen. Nach Lorenzos Plan soll sie dort von Romeo gerettet werden. Der erfährt aber nur, dass seine Geliebte tot sein soll. Gewaltsam öffnet er die Tür der Gruft und ersticht sich an Julias Grab. Als das Mädchen erwacht und Romeos Leiche entdeckt, bricht ihr das Herz.

## Musik
Der Komponist schreibt ein großes Orchester mit zweifachen Holzbläsern, dazu Celesta, Klavier und Orgel, vor. Das Werk stellt große Anforderungen an die Chöre. So erfordert es einen gemischten Chor, einen Madrigalchor (die vier verliebten Paare) und einen Knabenchor. Der Einsatz größter Klang und Geräuschmittel geben der Oper eine eindrückliche Wirkung. Oft ist nicht zu überhören, dass Sutermeister ein Schüler Carl Orffs war. Sutermeisters Musik ist beseelt von dramatischem Impuls und inniger Lyrik. Zu den musikalischen Höhepunkten zählen das poetisch verklärte Liebesduett im Garten und die Schlussszene im ersten Akt mit den wirkungsvoll eingesetzten Fernchören.